# 규리 (가수)
규리(2004년 2월 18일 ~ )는 대한민국의 가수다.

## 방송
- 걸스 온 파이어 (2024) - 6위

## 음반
- 제33회 유재하 음악경연대회 (2022)
- Open The Door (2022)
- 패밀리 OST Part 4 (2023)
- 패밀리 OST (2023)

## 수상
- 유재하 음악경연대회 금상 (2022)
- 유재하 음악경연대회 CJ문화재단상 (2022)